# Gempemolen
De Gempemolen is een watermolen op de Molenbeek in het gehucht Gempe (Tielt-Winge, Vlaams-Brabant, België).

## Geschiedenis
Hendrik I, hertog van Brabant, schonk in 1229 een lap grond met een watermolen te Gempe aan het klooster van Gempe. Het klooster kreeg eveneens rechten op de grote Gempevijver, die water leverde om de molen aan te drijven tijdens droge zomers. In het begin van de 17e eeuw kreeg het klooster de toelating om de Molenbeek over meer dan 600 meter te verplaatsen om het verval aan de molen te vergroten. Het klooster heeft de molen lange tijd verpacht aan een maalder. Bij de afschaffing van het klooster door de Franse Revolutie kwam de molen definitief in privéhanden.
Hij werd vrijwel altijd als graanmolen gebruikt tot omstreeks 1950. Sinds 1944 is de molen geklasseerd als monument.

## Renovatie
In de loop der jaren werd de molen verwaarloosd en hij raakte vervallen. In 1991 werd de molen aangekocht door Brouwerij Haacht. Het molenhuis werd gerenoveerd en omgevormd tot taverne. Er werd een volledig nieuw eikenrad gebouwd, het sluiswerk en de molengoot werden vervangen.

## Toerisme
De molen bevindt zich op de Molenbeek, vlak bij de samenvloeiingen met de Sassenbeek, de Kraaiwinkelbeek en de Wingebeek. De vallei is een drassig, mooi wandelgebied dat aansluit bij het voor wandelaars vrij toegankelijke Troostembergbos. De uitgestrekte Gempevijver lokt vele soorten watervogels aan.
De Gempemolen is een rustpunt voor de wandelaars en fietsers die ofwel voor het GR-wandelpad kiezen of gewoon willen wandelen of fietsen tussen De Moedermeule in Gelrode, het kasteel van Horst of langs de Jan-Primusroute. Het bewegwijzerd fietstraject "de Gemperoute" heeft de Gempemolen als startpunt.
- Inventaris van het Bouwkundig Erfgoed (Vlaanderen): 42834